# 왕사범
왕사범(王師範, 874년 ~ 908년 7월 10일?)은 중국 당나라 말기의 군벌로, 889년부터 805년까지, 그 중 공식적인 절도사의 신분으로서는 891년부터 903년까지 평로군(平盧軍, 본부는 지금의 산동성 유방시에 있었다)을 통치하였다. 당초 그는 막강한 권세를 떨치던 군벌 선무군(宣武軍, 본부는 지금의 하남성 개봉시에 있었다) 절도사 주전충에게 종속해 있었으나, 903년, 당 소종의 조서(이 조서가 확실히 소종 본인의 의사였는지는 알 수 없다)를 받들고 주전충에 맞서 반란을 일으켰다. 그는 주전충에게 패한 후, 다시 귀순하였다. 908년, 당나라의 제위를 찬탈하고 후량을 세워 태조 황제로 일컬어진 주전충은 왕사범에 맞서다 죽임을 당한 조카 주우녕의 미망인의 부탁으로, 왕사범과 그의 온 집안을 주살하라는 명령을 내렸다.

## 주해
1. ↑  《자치통감》, 권258.
2. ↑  《자치통감》, 권266.
3. ↑  중앙연구원 음양력 변환기
4. ↑  908년 7월 10일은 후량 태조가 왕사범과 그의 온 집안을 주살하라는 명령을 내린 날이지만, 이것이 왕사범과 그의 온 집안이 주살된 정확한 날짜로 단정할 수 없다.

## 참고 자료
- 《신당서》권187.
- 《구오대사》권13.
- 《신오대사》권42.
- 《자치통감》권258・261・263・264・265・266.

| 전임 왕경무 | 평로군 절도사 891년 ~ 903년 | 후임 주근 |

| 전임 장한유(張漢瑜) | 하양 3성 절도사 905년 ~ 907년 | 후임 장전의 |